# Eugeniusz Kunze
Eugeniusz Kunze (ur. 14 marca 1934, zm. 29 stycznia 2022) – polski prawnik (karnista).

## Życiorys
Był długoletnim pracownikiem Zakładu Prawa Karnego Uniwersytetu im. Adama Mickiewicza w Poznaniu, profesorem Wydziału Prawa i Administracji na tej uczelni, zasłużonym zwłaszcza dla rozwoju badań w zakresie prawa karnego. Jego książka Zabór pojazdu mechanicznego w celu krótkotrwałego użycia w ujęciu polskiego prawa karnego (1977) była pierwszą w polskiej literaturze pracą poświęconą problematyce tego przestępstwa. W 1991 wydał monografię Przygotowanie przestępstwa w ujęciu polskiego prawa karnego, która jako pierwsza polska monografia o instytucji przygotowania do przestępstwa, miała dużą siłę oddziaływania środowiskowego.
Został wyróżniony nagrodą Ministra Nauki, Szkolnictwa Wyższego i Techniki za działalność naukową. Był też kilkakrotnie nagradzany przez rektora UAM za osiągnięcia naukowe, dydaktyczne i organizacyjne. Otrzymał medal Za zasługi dla województwa leszczyńskiego.
Pochowany został na Cmentarzu Junikowo w Poznaniu.